# Fresca
Fresca es una gaseosa dietética hecha por The Coca-Cola Company. Fue introducido por primera vez en Estados Unidos en 1966.

## Historia
Desde su introducción en 1966, Fresca se ha comercializado en los Estados Unidos como un refresco libre de calorías, con sabor a pomelo, supuestamente atienden a discriminar gustos adultos. En los anuncios fue descrito como una «imitación, con aroma cítrico, bebida dietética con edulcorante artificial». 
Fresca sufrió varios cambios importantes en sus ingredientes desde su introducción. La bebida fue originalmente endulzada con ciclamatos, que fueron prohibidos por la FDA en 1969, y el ingrediente prohibido fue reemplazado por sacarina. Sin embargo, en 1985, la sacarina fue reemplazado por aspartamo marca NutraSweet. Más recientemente, alrededor de 2005 se rediseñó y se le añadió acesulfamo de potasio como un edulcorante secundario.
En Latinoamérica, Coca-Cola comercializa un refresco totalmente diferente bajo la marca Fresca. Esta bebida es con sabor a pomelo, pero no contiene azúcar. Colombia es el único país en el que esta bebida se distribuye con el nombre de Quatro usando los mismos colores, logotipos y pegatinas de Fresca.
Fresca se puso a disposición en Sudáfrica a principios de 1990 con una serie de anuncios con la imagen de Hakeem Kae-Kazim con el lema: «Nada sabe a Fresca». El refresco desarrolló un culto, pero las ventas se interrumpieron.
Fresca pertenece a la familia de los refrescos con sabor cítrico. Es similar a la Dr Pepper y Squirt. En 1997 Coca-Cola, la cual tenía solicitudes para crear la «Fresca mexicana» por parte de las comunidades de inmigrantes, lanzó el refresco a lo largo de los EE. UU. como Coca-Cola Citra. Sin embargo esto no tuvo éxito como una línea de producto separado, por lo que la bebida se vende ahora como un sabor a fruta cítrica en la línea Fanta, de The Coca-Cola Company en áreas con grandes poblaciones hispanas.

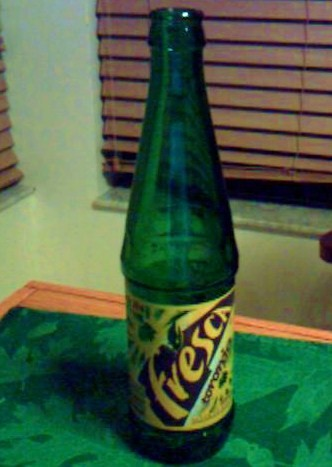
Botella de Vidrio de 355ml de Fanta Mexicana en 2006.

Fresca ha logrado defender hasta el momento su nicho de mercado, y como Tab, se puede confiar en un grupo base de clientes leales.
El embalaje de Fresca ha sido rediseñado varias veces, aunque la publicidad sigue haciendo hincapié en la sofisticación. En 2005, Coca-Cola dio a Fresca una mirada más contemporánea, primero cambio de imagen de Fresca desde 1995. Durante este rediseño, dos nuevos sabores se introdujeron (Melón Espumoso y Cereza Negra Espumosa) y el sabor original a pomelo ha sido renombrado Sparkling Citrus. Posteriormente, «espumoso» se ha caído y el sabor original ha sido renombrado original Citrus. Varios sabores adicionales han sido añadidos a la alineación desde el año 2005.

## Sabores de Fresca
De acuerdo con Coca-Cola, los siguientes sabores de Fresca son comercializados así:
- Cereza Negra
- Cítrico Original
- Cereza Cítrica
- Lima Cítrica
- Pomelo Mentolada
- Lima Limón
- Melón (Melocotón)

## Disponibilidad
- Argelia
- Argentina (conocida como "Fanta Pomelo")
- Belice
- Bolivia
- Brasil (próximamente)
- Bulgaria (mercados internacionales)
- Canadá
- Chile (conocida como "Quatro")
- Colombia (conocida como "Quatro")
- Costa Rica
- El Salvador
- Honduras
- Islandia
- India (próximamente)
- México
- Nicaragua
- Panamá
- Perú (disponible en Tres Chanchitos - La Molina)
- Filipinas (próximamente)
- Sudáfrica (suministro terminó alrededor del año 2004)
- Estados Unidos (conocida como "Mello Yello")

## Ingredientes
Nortamérica:
- Agua carbonatada
- Ácido cítrico
- Concentrado de zumo de pomelo
- Citrato de potasio
- Benzoato de potasio y EDTA (conservantes)
- Aspartame
- Acesulfamo de potasio
- Acacia
- aromas naturales
- Aceite vegetal bromado
- Goma de semilla de algarrobo

México:
- Agua carbonatada
- Azúcar
- Concentrado de zumo de pomelo
- aceite de pomelo esencial
- Citrato de potasio
- Benzoato de potasio y EDTA (conservantes)